# 新潟県道141号白根黒埼線
新潟県道141号白根黒埼線（にいがたけんどう141ごう しろねくろさきせん）は、新潟県新潟市南区から加茂市を経由して新潟市西区に至る一般県道である。

## 概要
新潟市白根地区東側の幹線道路。信濃川の左岸側に沿って、白根地区南部の新飯田（にいだ）から、黒埼地区中心部の大野町に至る。新飯田から臼井までの区間の大部分は、信濃川の左岸堤防上を経由する。

### 路線データ
- 起点：新潟市南区上新田甲（上新田交差点＝国道8号交点、新潟県道325号黒埼新飯田線終点）
- 終点：新潟市西区大野町（大野町交差点＝国道8号交点、新潟県道2号新潟寺泊線・新潟県道46号新潟中央環状線交点）
- 路線延長：

## 路線状況

### 重複区間
- 新潟県道9号長岡栃尾巻線（加茂市後須田 - 五反田橋西詰）
- 新潟県道55号新潟五泉間瀬線（新潟市庄瀬地内）
- 新潟県道41号白根安田線（小須戸橋西詰 - 戸石）

## 地理

### 通過する自治体
- 新潟県
新潟市（南区）- 加茂市 - 新潟市（南区 - 西区）

### 交差する道路
- 新潟市南区
  - 国道8号（新飯田・上新田交差点）
  - 新潟県道325号黒埼新飯田線（同）
- 加茂市
  - 新潟県道9号長岡栃尾巻線〈バイパス〉（前須田/後須田地内）
  - 新潟県道9号長岡栃尾巻線（後須田交差点）
    - 後須田交差点 - 五反田橋西詰交差点間、県道9号重複

  - 新潟県道9号長岡栃尾巻線（五反田橋西詰交差点）
- 新潟市南区
  - 新潟県道55号新潟五泉間瀬線（庄瀬橋西詰 - 庄瀬四ッ角）
  - 新潟県道41号白根安田線（小須戸橋西詰交差点）
    - 小須戸橋西詰交差点 - 戸石交差点間、県道41号重複

  - 新潟県道41号白根安田線（戸石交差点）
  - 国道460号〈臼井バイパス〉（臼井橋西詰交差点）
  - 新潟県道46号新潟中央環状線（東笠巻新田交差点）
- 新潟市西区
  - 国道8号（大野町交差点）
  - 新潟県道2号新潟寺泊線（同）